# Leucosigma reletiva
Leucosigma reletiva là một loài bướm đêm trong họ Noctuidae.